# José María Morelos y Pavón (Huitiupán)
José María Morelos y Pavón es una localidad del estado mexicano de Chiapas. Es parte del municipio de Huitiupán.

## Toponimia
El nombre de la localidad rinde homenaje a José María Morelos, héroe de la Independencia de México.

## Demografía
| Gráfica de evolución demográfica |
|                                  |

| Censo | Población |
| ----- | --------- |
| 1950  | 210       |
| 1960  | 432       |
| 1970  | 614       |
| 1980  | 453       |
| 1990  | 1 032     |
| 2000  | 1 224     |
| 2010  | 1 143     |
| 2020  | 1 321     |